# Ласло Салаї
Ласло Салаї (угор. Szalay László; *18 квітня 1813, Буда — †17 липня 1864, Зальцбург) — угорський державний діяч, історик, юрист, журналіст. Член Угорської академії наук, член Генеральних зборів Угорщини (1861). Один з основоположників сучасної угорської історіографії.

## Біографія

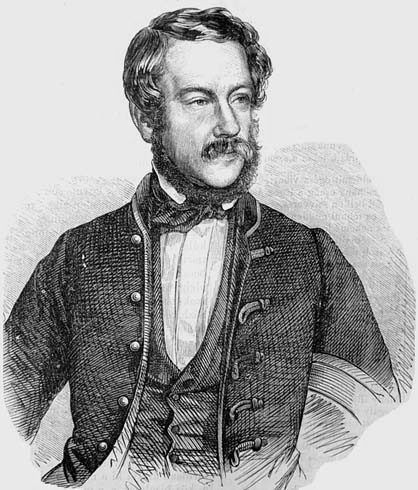
Ласло Салаї, 1856

Ласло Салаї — син секретаря імперського намісника в Угорщині Петера Салаї, великого бібліофіла.
До 1833 навчався на гуманітарному і юридичному факультетах Будапештського університету. Завдяки своєму твору про покарання нім. «Das Strafverfahren mit besonderer Rücksicht auf die Strafgerichte») був обраний секретарем для створення нового кримінального кодексу. З 1836 — член-кореспондент Академії наук.
У 1843 став членом угорського парламенту, де приєднався до ліберальної опозиції.
У 1844-1845 Салаї був головним редактором «Пештського листка» (Pesti Hírlap). Зі своїм попередником на цій посаді Лайошем Кошутом у нього завжди були натягнуті відносини. Салаї — автор серії газетних статей, в яких він ратував за адміністративну централізацію Угорщини та реформу, націлену на звуження комітатського самоврядування (зібрані разом під назвою «Publicistai dolgozatok» (1847).
Учасник угорської революції 1848—1849. У 1848 Ласло Салаї, разом з Денешелем Пазманді (Pázmándy Dénessel), представляв Угорщину в Німецькому національному парламенті у Франкфурті. У кінці серпня того ж року німецький імперський уряд офіційно прийняв його, як посланника незалежного угорського уряду. Пізніше Салаї був направлений представником уряду Угорщини в Парижі і Лондоні, де він, однак, не був визнаний.
Після придушення революції, він був змушений шукати притулку в Цюриху (Швейцарія), де вирішив присвятити себе історичним наукам.
Написав програмну працю «Історія Угорщини до 1706 року», опублікований в Пешті в 1850-1860 (німецький переклад 1866-1875).
Салаї також написав «Stàtusferfiak könyve» (Пешт, 1847-1851), біографії та характеристики відомих юристів (зокрема, Мірабо) і інших найбільш видних політичних діячів Угорщини які значною мірою сприяли кодифікації законів Угорщини.
Пізніше повернувся в Угорщину. У 1861 був обраний депутатом.
Помер в Зальцбурзі 17 липня 1864.

## Вибрані праці
- «Історія Угорщини до 1706 року»
- A büntető eljárásról különös tekintettel az esküttszékekre (Pest, 1841)
- Státusférfiak és szónokok könyve (Pest, 1846, 1850, az MTA nagyjutalmát kapta 1847-ben)
- Diplomatische Aktenstücke zur Beleuchtung der ungarischen Gesandtschaft in Deutschland (Zürich, 1849)
- Adalékok a magyar nemzet történetéhez a XVI. században (Pest, 1859)
- I. Erdély és a porta, 1567—1578 (Pest, 1860)
- A horvát kérdéshez (Pest, 1861)
- Fiume a magyar országgyűlésen (Pest, 1861)
- II. Rákóczi Ferenc bujdosása (Pest, 1864)
- Galántai gr. Esterházy Miklós, Magyarország nádora, 1582—1626. (I—III., Pest, 1863—1870 névtelenül).